# Тыниссон, Александер
Алекса́ндер Ты́ниссон (эст. Aleksander Tõnisson; в Русской армии — Александр Иванович Тениссон; 17 апреля 1875, д. Пёйра, Геръянурмская волость, Дерптский уезд, Лифляндская губерния, Российская империя — 30 июня 1941, Таллин, Эстонская ССР, СССР) — российский и эстонский военный деятель, генерал-майор (1918). 

## Происхождение и детство
Родился в деревне Пёйра в Геръянурмской волости (нем. Herjanorm, эст. Härjanurme) в приходе Талькгоф (нем. Talkhof, эст. название — Курси (эст. Kursi)) Дерптского уезда Лифляндской губернии Российской империи (ныне деревня находится на территории волости Пуурмани уезда Йыгевамаа Эстонии).

## Служба в русской армии
Окончил Виленское пехотное юнкерское училище (1899), участник русско-японской войны. Службу проходил в 113-м пехотном Старорусском полку и Учебном унтер-офицерском батальоне. Участвовал в Первой мировой войне, за боевые отличия был награждён орденом Св. Владимира 4-й степени с мечами и бантом. В 1917 году занимался формированием эстонских национальных частей, командовал 1-м Эстонским полком во время боёв под Ригой, был командующим бригадой в Эстонской дивизии в звании полковника Русской императорской армии. В 1918 году был отчислен в резерв и уехал в Финляндию.

## Эстонский генерал и политик

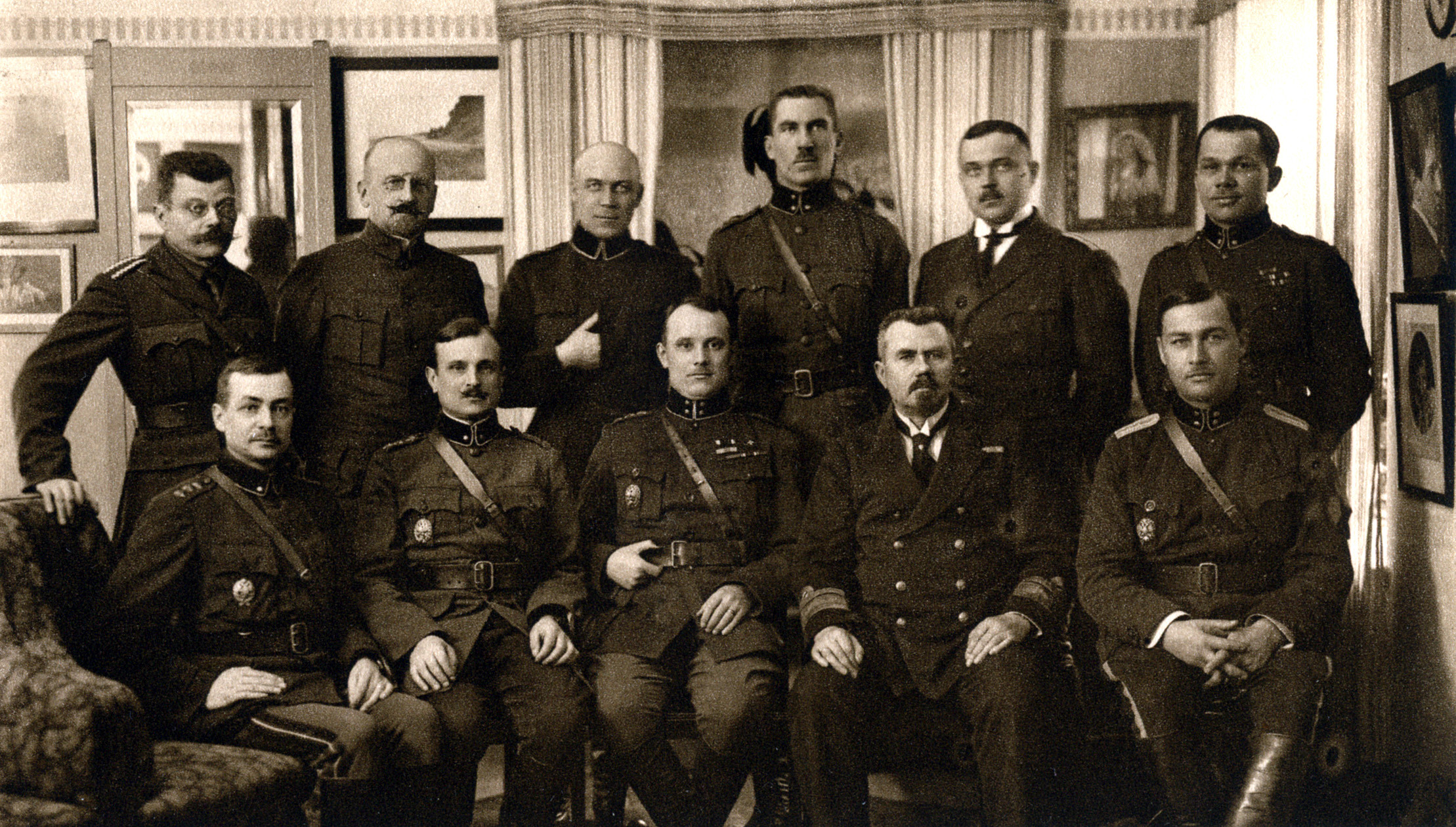
Главное командование эстонской армии в 1920 году, слева вверху: генерал-майор Эрнест Пыддер, доктор Артур Лоссманн, генерал-майор Александр Тыниссон, полковник Карл Партс, полковник Виктор Пушкарь, полковник Яан Ринк. Слева внизу: генерал-майор Андрес Ларка, генерал-майор Яан Сотс, главнокомандующий генерал-лейтенант Йохан Лайдонер, адмирал Йохан Питка и полковник Рудольф Рейманн

Осенью 1918 года вернулся в Эстонию, стал одним из основателей эстонской армии, был командиром её 1-й дивизии, руководил военными действиями на Вируском фронте во время Освободительной войны 1918—1920 гг. В 1920 — военный министр, в 1932—1933 — министр обороны. Был постоянным членом совета министерства обороны. В 1920 и 1927—1933 годах — председатель Центрального республиканского совета офицеров. С 1934 года — в отставке. За военные заслуги награждён крестом Свободы первого разряда первой степени. Кавалер ордена Орлиного креста 1-й степени.
В 1934—1939 — мэр Тарту, в 1939—1940 — мэр Таллина. В 1937 — заместитель председателя Национального собрания, в 1938—1940 — член Рийгикогу (парламента). Являлся членом партии Исамаалийт (Союз Отечества).

### Штрихи к портрету
По данным советских авторов Тыниссон участвовал в белом терроре на территории Эстонии. 
В марте 1920 года, в связи с угрозой отопительного кризиса, правительство Эстонии постановило направить на лесозаготовки 15 тыс. человек из числа безработных в возрасте от 18 до 50 лет. 14 мая генерал-майор Тыниссон отдал приказ полиции арестовывать всех русских (прежде всего неинтернированных солдат Северо-западной армии Юденича), не вышедших на лесные работы, и высылать в Советскую Россию.
13 января генерал Тыниссон приказал расстреливать на месте русских солдат, обвинённых в воровстве. Так, 24 января был расстрелян доброволец с одного бронепоезда, обвиненный в краже мешка с мукой.

## Арест и гибель

Памятник Александеру Тынниссону на центральной площади города Йыхви

В 1940 году арестован органами НКВД. Существует версия, что при аресте сотрудник НКВД швырнул на пол крест Свободы и орден Орлиного креста, принадлежавшие генералу, и растоптал их.
30 июня 1941 года был расстрелян в таллинской Батарейной тюрьме.
Супругу Тыниссона вместе с младшим сыном органы НКВД депортировали в Кировскую область, старшему сыну Александру присудили 25+5 лет лагерей.

## Памятник в Йыхви
19 июня 2005 года на центральной площади города Йыхви был открыт памятник генералу Тыниссону (скульптор Яан Варес). 27 апреля 2007 года, во время волнений, вызванных переносом Бронзового солдата из центра Таллина на кладбище (в Йыхви в них участвовали около 300 человек) в памятник Тыниссону были брошены «коктейли Молотова».